# Kopsia scortechinii
Kopsia scortechinii är en oleanderväxtart som beskrevs av George King och Gamble. Kopsia scortechinii ingår i släktet Kopsia och familjen oleanderväxter. Inga underarter finns listade i Catalogue of Life.